# 빅토르 스크리프니크
빅토르 스크리프니크(Viktor Anatoliyovych Skrypnyk우크라이나어: Віктор Анатолійович Скрипник, 1969년 11월 19일 ~ )는 우크라이나의 은퇴한 축구 선수이다. 현재 조랴 루한스크의 감독으로 재임 중이다.

## 선수 경력
데뷔부터 1996년까지 소비에트 톱 리그(소비에트 연방 붕괴 후 우크라이나 프리미어리그)의 드니프로 드니프로페트로우스크와 메타루흐 자포리지아에서 활약한 스크리프니크는 1996년 푸스발-분데스리가의 베르더 브레멘으로 이적했다. 이후 2003-04시즌 베르더 브레멘의 분데스리가, DFB-포칼 동시 우승(더블)의 중심 멤버로 활약했다.

## 지도자 경력
스크리프니크는 은퇴 이후 베르더 브레멘 유소년팀의 감독으로 부임해 10년간 재임했다. 이후 베르더 브레멘 II 팀의 감독을 거쳐, 부진으로 경질된 로빈 두트감독의 후임으로 2014년 10월 25일 베르더 브레멘의 감독으로 부임했다.

## 주요 경력
- 분데스리가 우승 : 2003-04
- DFB-포칼 우승 : 1998-99, 2003-04
- DFB-포칼 준우승 : 1999-2000
- DFB-리가포칼 준우승 : 1998-99
- 우크라이나 컵 준우승 : 1994-95